# Łabno
Łabno – osada w Polsce położona w województwie warmińsko-mazurskim, w powiecie lidzbarskim, w gminie Lidzbark Warmiński.
W latach 1975–1998 miejscowość administracyjnie należała do województwa olsztyńskiego. Osada znajduje się w historycznym regionie Warmia.
W 2016 r. Łabno uzyskało wraz z Osiedlem Uzdrowiskowym na terenie Lidzbarka Warmińskiego i sołectwem Medyny w gminie Lidzbark Warmiński status obszaru ochrony uzdrowiskowej („Obszar Ochrony Uzdrowiskowej Lidzbark Warmiński”).